# Snajper. Broń odwetu

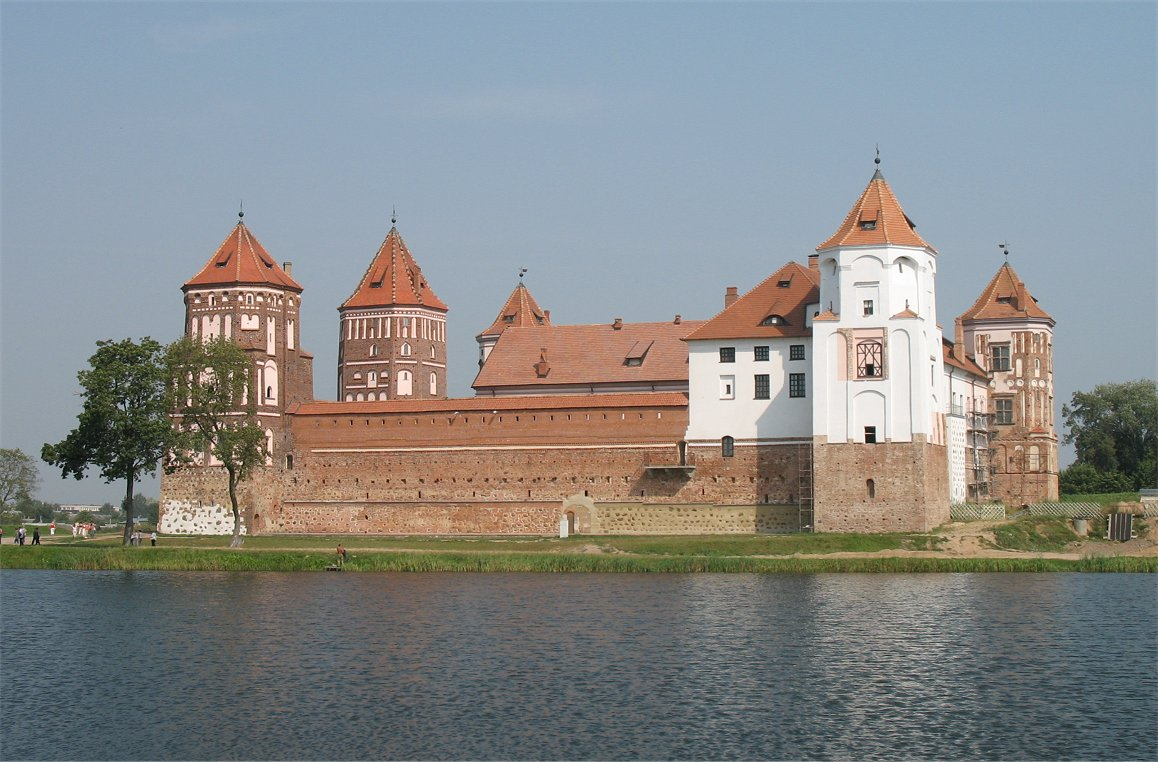
Zamek w Mirze, w którym kręcono zdjęcia głównej akcji filmu

Snajper. Broń odwetu (org. Снайпер. Оружие возмездия) – białorusko-rosyjski dramat wojenny  z 2009 roku w reż. Aleksandra Jefremowa. Wyprodukowano również wersję telewizyjną filmu w postaci czteroodcinkowego miniserialu.

## Opis fabuły
Rok 1942, bitwa pod Stalingradem. Dziewięciu radzieckich snajperów pod dowództwem por. Jaszyna precyzyjnym ogniem zatrzymuje atak niemieckiego pułku piechoty. W trakcie odejścia z pozycji ginie jednak trafiona przez niemieckiego strzelca wyborowego Kleista jedna z radzieckich snajperów, ukochana Jaszyna – Alesia. 
Mijają trzy lata. Jaszyn, już w stopniu majora, jest komendantem niemieckiego miasteczka w Prusach Wsch. Pewnego dnia przybywa do niego wraz z asystentką Marią i mjr. NKWD Osipowem inż. Michajłowski – specjalista od rakiet, którzy w miejscowym zamku poszukują śladów niemieckiej "wunderwaffe" – pocisku rakietowego V-2. Zamku i jego tajemnic pilnuje jednak grupa niemieckich snajperów pod dowództwem "starego znajomego" Jaszyna – Kleista. Jaszyn, dowiadując się o tym, wzywa na pomoc snajperów ze swojego starego oddziału. Na terenie zamczyska dochodzi do niemiecko-radzieckiego pojedynku snajperów, w którym Jaszyn i Kleist muszą stoczyć finalny pojedynek na śmierć i życie. Zwycięsko wychodzi z niego Jaszyn, mszcząc się za śmierć ukochanej Alesi i przyjaciół.

## Główne role
- Dmitrij Piewcow – Jaszyn
- Paweł Deląg – inż. Michajłowski
- Marija Mironowa – Maria
- Alina Siergiejewa – Alesia
- Joachim Paul Assböck – kpt. Kleist
- Siergiej Biełajew – mjr Osipow
- Anna Chitrik – Berta, niemiecka snajperka
- Valdas Bogdonas – Otto Hamerbol

i inni.

## Produkcja
Zdjęcia scen w wojennym Stalingradzie kręcono w nieczynnej betoniarni w Mińsku, a za pruski zamek, w którym rozgrywa się główna akcja filmu, posłużył zamek w Mirze.